# Гайворон (Приморський край)
Гайворон — село в Спаському районі Приморського краю.Засноване українськими переселенцями з Гайворонщини Входить до Новосільського сільського поселення.

## Географія
Село Гайворон стоїть на лівому березі річки Спасівка, у заплаві озера Ханка, до берега озера близько 10 км.
Дорога до села Гайворон йде на північ від села Степне.
Відстань до міста Спаськ-Дальній (через Спаське) близько 20 км.
На північ від села Гайворон йде дорога до села Соснівка.

## Економіка
- Сільськогосподарські підприємства Спаського району, рисівник.